# Cacodemonius
Cacodemonius es un género de arácnido del orden Pseudoscorpionida de la familia Withiidae.

## Especies
Las especies de este género son:
- Cacodemonius cactorum
- Cacodemonius pusillus
- Cacodemonius quartus
- Cacodemonius satanas
- Cacodemonius segmentidentatus
- Cacodemonius zilchi